# Virgen de Labra
La Virgen del Abra, Nuestra Señora la Virgen de Labra, o la Virgen de Labra es una advocación mariana de la Virgen María. Es la patrona del Valle de Campoo y se venera en la ermita de San Miguel de Soma Celada, en la vega del Híjar. 

## Origen
Según la tradición oral y los escritos de autores como José Calderón Escalada, la imagen fue encontrada por el pastor riojano Justo Bazo, el 22 de julio de 1615. El lugar del hallazgo estaba en las rampas vecinas al Collado de Somahoz -sierra de Híjar- sin que haya certeza sobre el nombre exacto, aunque al parecer sería el monte o la cuesta del Abra (quizá por su vecindad con el collado mencionado).
De ser cierta esta hipótesis, el nombre de la actual "Cuesta Labra" o de "Labra La Vieja" derivaría de "cuesta del abra". Parece probable que esta imagen fuera encontrada en las ruinas del hospital de peregrinos o venta situada en el mencionado collado, en la vía que comunicaba Herrera de Pisuerga con San Vicente de la Barquera.
En las inmediaciones de este abra se construyó una ermita en la que se quedó el mencionado pastor, y que empezó a congregar a los campurrianos y abarqueños (de Brañosera). Las inclemencias del clima campurriano obligaron en 1703 a trasladar la ermita a un punto más protegido, el Prado Domingo, pero este emplazamiento hubo de ser nuevamente cambiado en 1839, al quedar la ermita destruida por un rayo. Se dispuso entonces la ermita de San Miguel en el término de Villar, muy próxima a Celada de los Calderones, como ubicación definitiva de la Virgen del Abra.
La devoción a la Virgen del Abra creció tanto desde el mismo origen de su hallazgo, que el papa Urbano VIII concedió en 1624 una bula o Breve Pontificio declarándola patrona del Valle de Campoo de Suso, pero en el citado documento se refiere a la Virgen como de Labra, lo que ha llevado a Nicanor Gutiérrez Lozano a rechazar otras denominaciones.
Este mismo autor refiere cómo durante la guerra civil española, las tropas frentepopulistas destruyeron el templo y las imágenes de San Miguel y de la Virgen de Labra, que fueron repuestas con otras donaciones de imagenería moderna.[cita requerida]

## Actualidad
En las últimas del S XX empezó a popularizarse la denominación "Virgen de las Nieves" para esta advocación, aunque se trate de un error probablemente provocado por ser esta virgen la patrona de Campoo de Yuso (que no de Suso). La celebración ha cambiado también mucho, quedando la devoción mariana y el rito católico muy postergado.[cita requerida]